# 凱特琳·彭歌

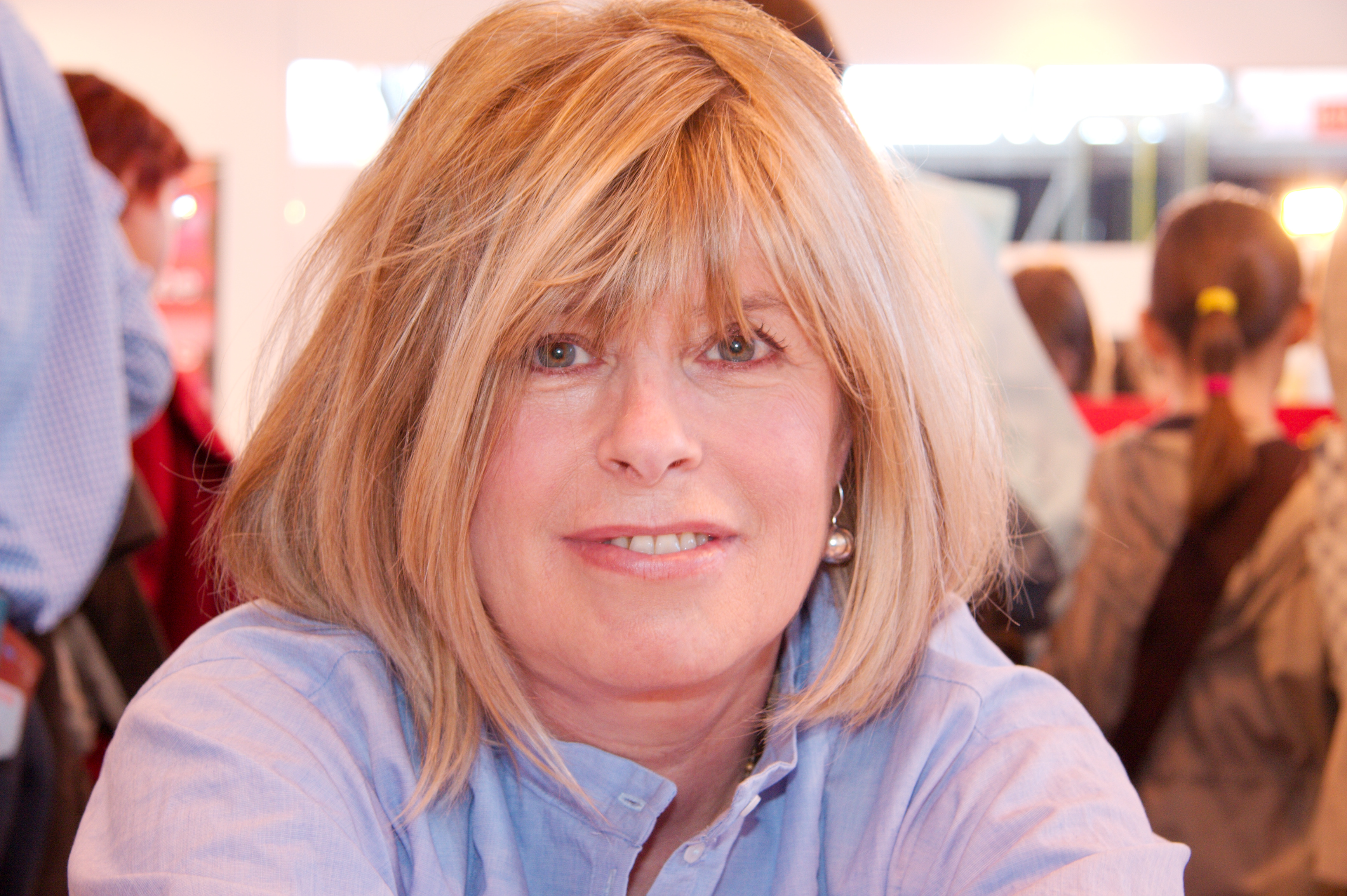
在2009年一巴黎書展的彭歌

凱特琳·彭歌（Katherine Pancol）是摩洛哥卡薩布蘭卡出生的法國小說家，著有《鱷魚的黃眼睛》（Les Yeux Jaunes des Crocodiles）。